# Svuotamento linfonodale
Con il termine svuotamento linfonodale (o linfoadenectomia) viene indicata l'eliminazione di una serie di stazioni linfonodali poste nell'area di drenaggio di una neoplasia, dove è più probabile la presenza di metastasi linfonodali (N+). Non necessariamente devono esserci dei linfonodi francamente patologici: spesso viene fatto in modo prudenziale in aree che sono spesso interessate da metastasi linfonodali.

## Nella mammella
La mammella drena principalmente ai linfonodi del cavo ascellare, divisi in 3 livelli a seconda della loro posizione rispetto al muscolo piccolo pettorale. Quindi, diagnosticato un carcinoma della mammella le eventuali metastasi linfonodali, quindi locoregionali, saranno principalmente in questa sede. (Consideriamo che linfonodi positivi lungo la catena mammaria interna o sovraclaveari sono già considerate metastasi a distanza M+). Oggi comunque per evitare le complicanze legate allo svuotamento si tende a farlo solo dopo aver prove concreate della presenza di linfonodi positivi, con il test del linfonodo sentinella.
La principale complicanza della linfoadenectomia ascellare è rappresentata dal linfedema dell'arto superiore (temporaneo o permanente), causato dall'interruzione dei vasi linfatici che drenano il flusso della linfa proveniente dall'arto stesso. Attualmente questa condizione si riscontra più raramente rispetto al passato: ciò è da riferire al miglioramento delle conoscenze anatomiche del cavo ascellare (raramente è necessario estendere la linfoadenectomia al di sopra del piano della vena ascellare), al progressivo miglioramento delle tecniche chirurgiche e all'abbandono di mastectomie demolitive qual era la procedura di Halsted.
Ulteriori complicanze sono costituite dalla formazione di un sieroma post-operatorio, dolore o ipoestesia del cavo ascellare e della superficie mediale del braccio (dovuta all'interruzione dei nervi intercosto-brachiali), deficit motori. Quest'ultima evenienza può essere dovuta sia a lesioni accidentali dei nervi nel corso dell'intervento (nervo toracico lungo o nervo di Bell, e/o del nervo toraco-dorsale), sia più frequentemente alla formazione di cordoni fibrosi cicatriziali (aderenze) che limitano i movimenti dell'arto; in questa situazione si trae notevole beneficio dall'esecuzione di cicli di fisioterapia.

## Nel collo
Un'altra area in cui frequentemente si esegue lo svuotamento linfonodale è il collo, in seguito alla presenza di neoplasie della faringe, cavo orale, cavità nasali, ghiandole salivari o laringe. Il collo è diviso in 6 livelli linfonodali e ogni neoplasia tende a metastatizzare più frequentemente ad uno o più di questi livelli. Lo svuotamento radicale del collo consiste nell'asportazione dei livelli da I a V, e del sacrificio di 3 importanti strutture: nervo accessorio spinale, vena giugulare interna e muscolo sternocleidomastoideo. Per ridurre la morbilità associata a questo intervento si può procedere a svuotamenti radicali modificati, risparmiando una, due o tutte e tre le strutture succitate, pur asportando comunque tutti e 5 i livelli, o addirittura a svuotamenti selettivi rimuovendo solo i livelli interessati più frequentemente da quella neoplasia.